# Neptunea purpurea
Neptunea purpurea is een slakkensoort uit de familie van de Buccinidae. De wetenschappelijke naam van de soort is voor het eerst geldig gepubliceerd in 1983 door Tiba.